# José Huertas Lobo
José Ferreira Huertas Lobo (São Julião da Figueira da Foz, 11 de Fevereiro de 1914 - Lisboa, 12 de Junho de 1987) foi um arquitecto português.

## Biografia
Huertas Lobo foi membro do grupo Iniciativas Culturais Arte e Técnica (ICAT) juntamente com, entre outros, Castro Rodrigues e João Simões.
Integrou uma das equipas que realizou o Inquérito à Arquitectura Popular em Portugal.
Foi casado com a investigadora e museóloga Irisalva Moita. A biblioteca pessoal do arquitecto e esposa foi doada à Câmara Municipal Loures integrando assim a Biblioteca Municipal José Saramago.
Em 2003 foi nomeado Membro Honorário da Ordem dos Arquitectos

## Obras
- Arquitectura
  - Projecto para o Café La Gare (actual Beira Gare), com Francisco Castro Rodrigues e João Simões. A materialização deste projecto não chegou a ser realizada[5]

- Livros
  - A Arte e a Revolução Industrial nos Séculos XVIII e XIX ISBN 9789722400576 Erro de parâmetro em {{ISBN}}: soma de verificação (publicado em 1985)[6]